# Igor Matić
Igor Matić, né le 22 juillet 1981 à Zemun (Serbie), est un footballeur jouant au poste de milieu de terrain avant de devenir entraîneur.

## Biographie
En 2004 il est appelé dans la sélection olympique de football de Serbie-et-Monténégro et participe aux JO d'Athènes.
En janvier 2005, il signe au Stade Malherbe de Caen alors en Ligue 1. Le club termine 18e du championnat et retombe en Ligue 2. Igor ne joue que très peu avec le club caennais et le 23 juillet 2006, le joueur et le club normand mettent un terme au contrat du joueur. Il n’était plus réapparu sur les terrains d’entraînement depuis la reprise.
Après être retourné dans son ancien club de l'OFK Belgrade il est transféré au FK Banat Zrenjanin.
En 2009, il signe pour le club monténégrin du FK Grbalj Radanovići. Il inscrit 9 buts en 27 matchs et fait 7 passes décisives en Prva Crnogoska Liga (D1) et aide son club à terminer à la cinquième place. Malgré une blessure qui lui a fait manquer le début de saison, il redevient performant, a de nouveau l'appétit de jouer au football et est un des artisans du bon parcours en coupe qui s'est terminé en demi-finale (défaite face au FK Budućnost Podgorica 2-4 sur les 2 matchs).
À l'été 2010, il est sollicité pour rejoindre le FK Mogren. Sous les ordres de Branislav Milačić, il y joue 34 matchs (5 buts), et est champion du Monténégro grâce à un meilleur goal-average que le FK Budućnost Podgorica. Il est également finaliste de la coupe du Monténégro (défaite 2-2 4-5 aux tirs au but face au FK Rudar Pljevlja).
La saison suivante, son club est qualifié pour jouer le deuxième tour de qualification de la Ligue des champions face au Litex Lovetch mais est éliminé 1-5 sur les deux matchs. Il ne joue que jusqu'en janvier 2012 avant de rejoindre le club serbe de Napredak en Prva Liga (D2). Le club termine à la sixième place malgré les bonnes performances de joueurs comme Nenad Mirosavljević (11 buts en 16 matchs)
En fin de saison, il signe dans le club de Belgrade de Čukarički. Il réalise une bonne saison, devient capitaine de l'équipe et aide son club à terminer vice champion de Prva liga Srbije (D2) juste derrière son ancien club de Napredak.

## Carrière
| Saison             | Club                 | Pays | Championnat               | Championnat | Championnat | Coupe nationale | Coupe nationale | Coupe de la ligue | Coupe de la ligue | Comp. continentale | Comp. continentale | Comp. continentale |
| Saison             | Club                 | Pays | Div.                      | Matchs      | Buts        | M               | B               | M                 | B                 | Comp.              | M                  | B                  |
| ------------------ | -------------------- | ---- | ------------------------- | ----------- | ----------- | --------------- | --------------- | ----------------- | ----------------- | ------------------ | ------------------ | ------------------ |
| 1998-1999          | FK Zemun             |      | Super Liga Srbije(D1)     | 2           | 0           | -               | -               | -                 | -                 | -                  | -                  | -                  |
| 1999-2000          | FK Zemun             |      | Super Liga Srbije(D1)     | 8           | 0           | -               | -               | -                 | -                 | -                  | -                  | -                  |
| 2000-2001          | FK Zemun             |      | Super Liga Srbije(D1)     | 16          | 1           | -               | -               | -                 | -                 | -                  | -                  | -                  |
| 2001-2002          | FK Zemun             |      | Super Liga Srbije(D1)     | 23          | 7           | -               | -               | -                 | -                 | -                  | -                  | -                  |
| 2002-2003          | FK Zemun             |      | Super Liga Srbije(D1)     | 22          | 3           | -               | -               | -                 | -                 | -                  | -                  | -                  |
| 2003-2004          | OFK Belgrade         |      | Super Liga Srbije(D1)     | 23          | 6           | -               | -               | -                 | -                 | -                  | -                  | -                  |
| 2004-jan 2005      | OFK Belgrade         |      | Super Liga Srbije(D1)     | 13          | 5           | -               | -               | -                 | -                 | UEFA               | 2                  | 0                  |
| jan 2005-2005      | SM Caen              |      | Ligue 1                   | 11          | 0           | 1               | 0               | -                 | -                 | -                  | -                  | -                  |
| 2005-2006          | SM Caen              |      | Ligue 2                   | 13          | 2           | -               | -               | -                 | -                 | -                  | -                  | -                  |
| 2007               | OFK Belgrade         |      | Super Liga Srbije(D1)     | 6           | 1           | -               | -               | -                 | -                 | -                  | -                  | -                  |
| 2007-2008          | FK Banat Zrenjanin   |      | Super Liga Srbije(D1)     | 11          | 0           | -               | -               | -                 | -                 | -                  | -                  | -                  |
| 2008               | FC Megasport         |      | Premier-Liga kazakhe (D1) | -           | -           | -               | -               | -                 | -                 | -                  | -                  | -                  |
| jan 2009-déc 2009  | Lokomotiv Astana     |      | Premier-Liga kazakhe (D1) | -           | -           | -               | -               | -                 | -                 | -                  | -                  | -                  |
| 2009-2010          | FK Grbalj Radanovići |      | Prva Crnogoska Liga (D1)  | 27          | 9           | -               | -               | -                 | -                 | -                  | -                  | -                  |
| 2010-2011          | FK Mogren            |      | Prva Crnogoska Liga (D1)  | 30          | 9           | 3               | 1               | -                 | -                 | -                  | -                  | -                  |
| 2011-déc 2011      | FK Mogren            |      | Prva Crnogoska Liga (D1)  | 13          | 1           | 1               | 0               | -                 | -                 | L. Champ           | 2                  | 0                  |
| jan 2012-juin 2012 | Napredak             |      | Prva liga Srbije (D2)     | 16          | 3           | -               | -               | -                 | -                 | -                  | -                  | -                  |
| 2012-2013          | Čukarički            |      | Prva liga Srbije (D2)     | 29          | 8           | 2               | 1               | -                 | -                 | -                  | -                  | -                  |
| 2013-2014          | Čukarički            |      | Super Liga Srbije(D1)     | 13          | 1           | 1               | 0               | -                 | -                 | -                  | -                  | -                  |

## Palmarès
- Premier match de D1 en France : SM Caen-LOSC (0-0) le 29 janvier 2005
- Sélection olympique de Serbie-et-Monténégro pour les JO d'Athènes en 2004
- Prva Crnogoska Liga (D1) :
  - Champion en 2011 (FK Mogren).
- Coupe de Serbie :
  - Vainqueur en 2015 (Čukarički)